# Ausztrál szula
Az ausztrál szula (Morus serrator) a madarak (Aves) osztályának a szulaalakúak (Suliformes) rendjébe, ezen belül a szulafélék (Sulidae) családjába tartozó faj.

## Előfordulása
Ausztrália déli részén, valamint Tasmania és Új-Zéland területén honos.

## Alfajai
- Morus serrator serrator
- Morus serrator rex

## Megjelenése
Átlagos testhossza 90 centiméter.

## Életmódja
Kisebb halakkal táplálkozik.

## Szaporodása
Költési időszaka október és november. Nagy telepekben a tengerparton fészkel. 
|  |  |